# Flügeldeckennaht

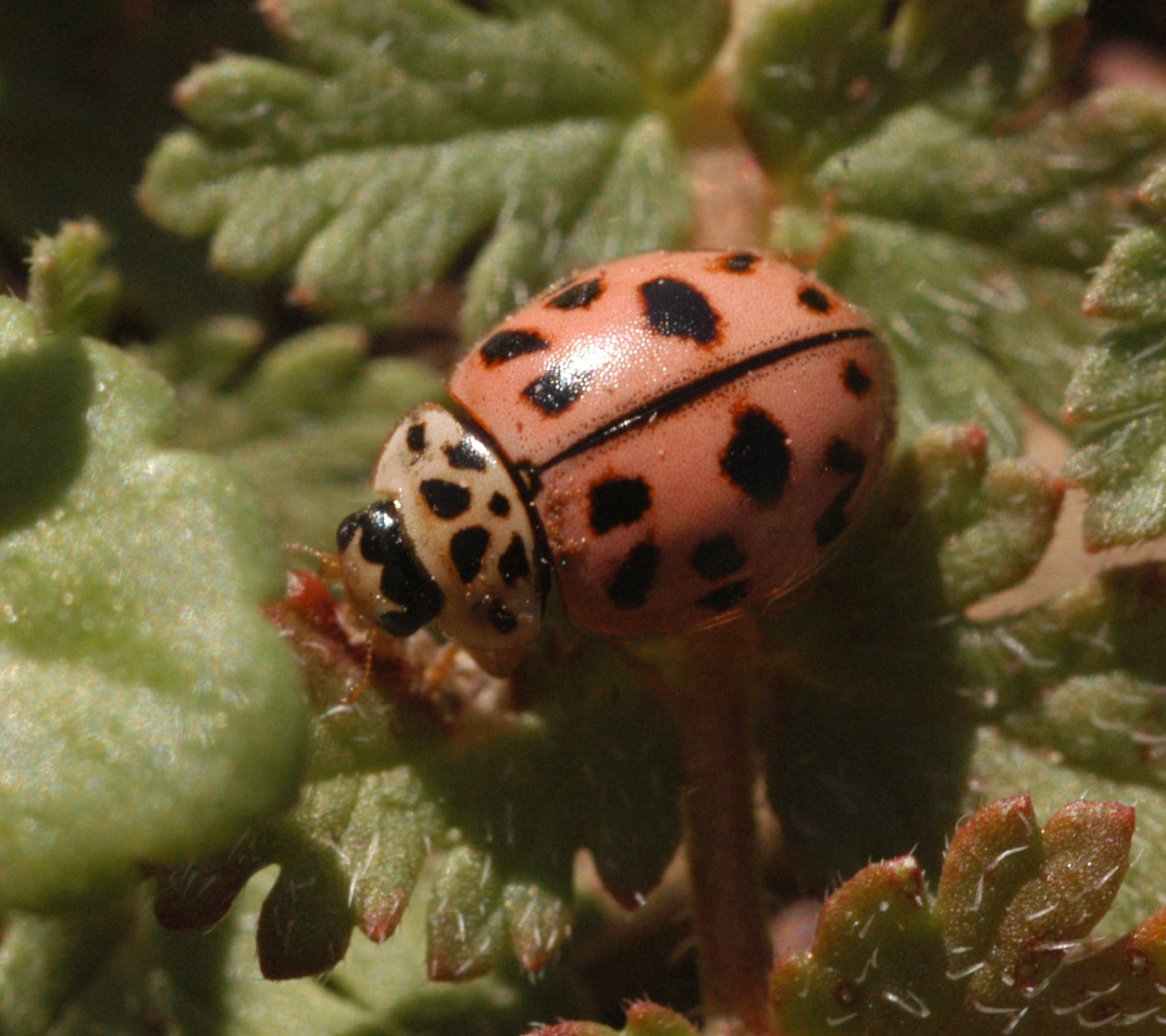
Kugeliger Marienkäfer: die schwarz gefärbte Flügeldeckennaht entlang des Rückens ist gut erkennbar

Die Flügeldeckennaht ist die längs des Rückens von Käfern und anderen Insekten mit als Elytren ausgebildeten Deckflügeln verlaufende Linie, die sich zwischen diesen beiden Flügeln bildet. Sie kann verschieden ausgebildet sein und somit als Merkmal zum Bestimmen der Art dienen. Teilweise können die Flügeldecken an der Naht zusammengewachsen sein kann und damit einen geschlossenen Chitinpanzer bilden. Dies kommt vor allem bei größeren Arten der Laufkäfer vor, die nicht flugfähig sind.
Den Winkel zwischen der Flügeldeckennaht und dem Ende der Flügeldecken nennt man Nahtwinkel.

## Belege
1. 1 2  Karl-Wilhelm Harde, František Severa: Der Kosmos Käferführer, Die mitteleuropäischen Käfer, Franckh-Kosmos Verlags-GmbH & Co, Stuttgart 2000; S. 8–9. ISBN 3-440-06959-1.
2. ↑  Ekkehard Wachmann, Ralph Platen, Dieter Barndt: Laufkäfer – Beobachtung, Lebensweise, Naturbuch-Verlag Augsburg, 1995; S. 12. ISBN 3-894-40125-7.
3. ↑  Ekkehard Wachmann, Ralph Platen, Dieter Barndt: Laufkäfer – Beobachtung, Lebensweise, Naturbuch-Verlag Augsburg, 1995; S. 24. ISBN 3-894-40125-7.